# Округ Абевил (Јужна Каролина)
Округ Абевил (енгл. Abbeville County) је округ у америчкој савезној држави Јужна Каролина. По попису из 2010. године број становника је 25.417.

## Демографија
Према попису становништва из 2010. у округу је живело 25.417 становника, што је 750 (2,9%) становника мање него 2000. године.
| Група             | 2000.          | 2010.          |
| Белци             | 17.797 (68,0%) | 17.564 (69,1%) |
| Афроамериканци    | 7.926 (30,3%)  | 7.187 (28,3%)  |
| Азијати           | 59 (0,2%)      | 75 (0,3%)      |
| Хиспаноамериканци | 217 (0,8%)     | 255 (1,0%)     |
| Укупно            | 26.167         | 25.417         |